# 认知自由
认知自由（英語：Cognitive liberty），或称“精神自决权”，是指个人控制自身思维过程、认知和意识的自由。认知自由被认为，既是思想自由权的延伸，也是其基本原则。尽管认知自由是一个相对较新定义的概念，但随着神经科学技术的进步，直接影响意识的能力不断增强，许多理论家认为认知自由的重要性日益凸显。认知自由尚未被任何國際人權文書所承认，但在美国获得了有限的认可，并被认为是许多公认权利的基本原则。